# Ka–126
A Ka–126 (NATO-kódja: Hoodlum) a szovjet Kamov tervezőirodában kifejlesztett könnyű többcélú, koaxiális rotorelrendezésű helikopter. A dugattyús motoros Ka–26 helikopter továbbfejlesztett, gázturbinás változata. A gép sorozatgyártását eredetileg a KGST-együttműködés keretében a romániai IAR repülőgépgyárban tervezték. Az első három példány a Kamov tervezőirodánál készült, míg 12 példányt Romániában gyártottak, a nagysorozatú gyártására azonban nem került sor. Továbbfejlesztett, két gázturbinával felszerelt változata a Ka–226.

## Története
A Ka–26 iránt mutatkozó igény alapján a Kamov tervezőiroda 1984-ben kezdte el egy továbbfejlesztett változat kifejlesztését. Az új gépnél a Ka–26 egyik legkomolyabb hátrányos tulajdonságának számító, az alacsony motorteljesítményből adódó problémák kiküszöbölésére a 720 LE-s TV–O–100 gázturbinát alkalmaztak. Az új modell konstrukciós kialakításán nem változtattak, a leglényegesebb különbség a hajtómű és az erőátviteli rendszer volt. Kisebb változtatásokat hajtottak végre a gép berendezéseinél, modernebb műszereket, navigációs berendezéseket kapott és módosították a pilótafülke elrendezését.
A kisebb tömegű hajtómű és a nagyobb teljesítmény következtében a Ka–26-hoz képest jelentősen javultak a gép repülési jellemzői. A maximális sebesség 190 km/h-ra nőtt (ez az érték a Ka–26-nál 170 km/h). Modernizálták a gépre modulszerűen felerősíthető utaskabint is, melyen oldalt vészkijáratot is kialakítottak. Ugyancsak továbbfejlesztették a Ka–26-on használt vegyszerszóró berendezést.
A Ka–126-tal 1987 októberében hajtották végre az első felszállást. Az első három prototípus még a Kamov tervezőirodánál készült el. Ezeket a gépeket a gyári repülési tesztekhez és a légialkalmassági engedélyezéshez szükséges berepülésekhez használták fel. A gép sorozatgyártását a KGST-együttműködés keretében Romániában, a brassói IAR repülőgépgyárban tervezték. Az első Romániában készült prototípus 1988. december 31-én emelkedett először a levegőbe, majd ezt követte egy további prototípus. A IAR-nál 1991-ben megépítettek egy 10 darabos szériát IAR Ka–126 jelzéssel. A Szovjetunió, valamint a KGST megszűnése miatt a gyártási kooperáció félbeszakadt, az IAR-nál így összesen 12 darab Ka–126-os gépet építettek.
A Ka–126 alapján kidolgozták a francia Turboméca cég Arriel 1D1 gázturbinával felszerelt változatának terveit, mely a Ka–128 típusjelzést kapta. Ez a projekt azonban nem valósult meg.

## Műszaki jellemzői
A gép konstrukciós kialakítása a Ka–26-on alapul. A gépnél széleskörűen alkalmaztak kompozitanyagokat is. A legjelentősebb különbségek a gázturbinás hajtómű alkalmazásából adódnak. A hajtóművet a törzs fölött, a főrotor mögött helyezték el. A hajtómű fúvócsöve hátra és kissé felfele vezeti ki az égéstermék-gázokat.  Az előd-típus nagyméretű motorgondoláinak elhagyása jelentősen javította a gép aerodinamikai tulajdonságait. Az omszki OMKB tervezőirodánál kifejlesztett TV–O–100 típusú hajtómű maximális (felszálló) teljesítménye 530 kW, míg a normál utazósebességhez 343 kW névleges teljesítményt ad le. A hajtómű szabadturbinája 6000 1/perc fordulatszámon üzemel. A hajtómű a modernizált VR–126M reduktoron keresztül hajtja a két főrotort. A reduktor kétfokozatú, bolygókerekes hajtómű, a fogaskereket Wildhaber–Novikov–fogazásúak (a fog körív profilú). Ugyanezt a reduktort alkalmazzák a kéthajtóműves Ka–226-nál is. A segédberendezések számára a reduktor külön kihajtással rendelkezik. A rotorlapátok belépőéle elektromos fűtésű jégtelenítőrendszerrel van ellátva.

## Műszaki adatok

### Geometriai méretek és tömegadatok
- Rotorátmérő: 13,0 m
- Hossz: 7,75 m
- Magasság: 4,15 m
- Üres tömeg:
- Maximális felszálló tömeg: 3000 kg
- Hasznos terhelés: 1000 kg vagy 6 fő utas

### Hajtómű
- Hajtóművek száma: 1 db
- Típusa: TV–O–100 szabadturbinás hajtómű
- Maximális teljesítmény: 530 kW (720 LE)

### Repülési jellemzők
- Maximális sebesség: 190 km/h
- Normál utazósebesség: 170 km/h
- Emelkedőképesség: 8 m/s
- Hatótávolság: 660 km
- Szolgálati csúcsmagasság: 4650 m
- Maximális repülési idő: 5,5 óra

## Külső hivatkozások
- A Ka–126 az Ugolok nyeba (airwar.ru) repülő-enciklopédia oldalán (oroszul)
- A helikoptert kifejlesztő Kamov vállalat honlapja (oroszul)
- A gyártást végző IAR repülőgépgyár honlapja (románul és angolul)